# Сен-При, Карл Францевич
Граф Карл Францевич Сен-При (Арман-Шарль-Эмманюэль Гиньяр, граф де Сен-При; Armand-Charles-Emmanuel de Guignard, comte de Saint-Priest; 8 сентября 1782, Константинополь — 15 июня 1863, Париж) — французский аристократ, херсонский и подольский губернатор. Брат генерал-адъютанта Эммануила Сен-При.

## Биография
Второй сын дипломата графа Франсуа Эммануэля Гиньяра де Сен-При (1735—1821) от его брака с графиней Вильгельминой Констанцией фон Людольф (ум. 1807). Во время французской революции, в 1791 году вместе с отцом и двумя братьями эмигрировал в Россию. Служил в лейб-гвардии Семеновском полку, в 1804 году перешёл в гражданское ведомство. В чинах камер-юнкера и статского советника состоял при военном губернаторе Новороссии и Бессарабии герцоге Эммануиле де Ришельё.
С 1808 по 22 апреля 1811 года Сен-При возглавлял Одесский коммерческий суд, а с 22 апреля 1811 года по 1815 год занимал пост гражданского губернатора пограничной Подольской губернии. В 1818 году, по протекции Ланжерона получил чин действительного статского советника и был назначен губернатором в Херсоне. В 1821 году во время Реставрации уехал во Францию и 28 июня 1822 занял место отца в Палате пэров. Принес присягу Июльской монархии, сохранив членство в Верхней палате.

В 1848 году снова поселился в России, где и умер в 1863 году. По отзыву князя П. А. Вяземского:
Сен-При был человек образованный, уважаемый и любимый в русском обществе. Он довольно свободно и правильно говорил по-русски.

## Семья
В 1804 году в Петербурге женился на фрейлине княжне Софье Алексеевне Голицыной (1777—1814), второй дочери генерал-майора князя Алексея Борисовича Голицына (1732—1792) от брака его с княжной Анной Егоровной Грузинской (1751—1779), внучкой царя Вахтанга VI. По отзыву графа Ф. П. Толстого, была высокой и худощавой, с очень дурным лицом, выражающим в самых неприятных чертах душевные её качества, капризность и злость. Умерла в Подольске и была похоронена в Донском монастыре в Москве. (Похоронена рядом с двумя замужними сёстрами; могилы всех трёх сестёр не сохранились, но сохранилась могила и инадгробие рядом похороненного их брата).
В браке имели троих детей, которые указом от 10 марта 1825 года были причислены к русскому дворянству:
- Алексей Карлович (1805—1851), французский дипломат и историк.
- Эммануил Карлович (1806—1828), корнет лейб-гвардии Гусарского полка, художник-карикатурист, дважды упоминался в произведениях Пушкина. Покончил самоубийством в Италии[5], причиной которого, как говорили одни, была его неразделенная любовь к графине  Ю. П. Самойловой.  Вяземский писал: «Утром нашли труп его на полу, плавающий в крови. Верная собака его облизывала рану». К. Я. Булгаков сообщал брату: «Вчера мне рассказывали о смерти молодого Сен-При. Во Флоренции он сватался за дочь графа Бутурлина, но получил отказ, поехал в Рим, пришел в церковь Св. Петра в самую обедню и там застрелился» [6].
- Ольга Карловна (1807—1853), с 1828 года замужем за князем Василием Андреевичем Долгоруковым (1804—1868). По словам Вяземского, была «известна в обществе умом и приветливым, хотя довольно странным и отличающимся независимостью характером».

## Награды
- Кавалер ордена Святого Иоанна Иерусалимского (27.03.1799)
- Орден Святой Анны 1-й ст. (13.01.1813)
- Большой крест ордена Святого Януария